# Willi Biesenbach
Willi Biesenbach (3 de julho de 1915 – 16 de novembro de 1944) foi um oficial alemão que serviu durante a Segunda Guerra Mundial. Foi condecorado com a Cruz de Cavaleiro da Cruz de Ferro.

## Condecorações
| Cruz de Ferro 2ª Classe                                   |
| Cruz de Ferro 1ª Classe                                   |
| Cruz de Cavaleiro da Cruz de Ferro 11 de dezembro de 1944 |